# ملوانیا
ملوانیا (نام علمی: Malawania) نام یک سرده از راسته ماهی‌خزنده‌سانان است. این گونه جدید از ایکتیوسور در سال ۲۰۱۳ توسط تیمی از پژوهشگران بلژیکی و بریتانیایی ژورنال زیست شناسی "بیولوژی لترز" معرفی شد. 
ایکتوسورها خزندگان دریایی که صدها سنگواره از آنها باقیمانده است. بسیاری از ایکتوسورها شبیه به کوسه و دلفین بودند. تا پیش از این تصور می شد که گوناگونی ایکتوسورها پس از دوره اوج آنها در اوایل ژوراسیک، بتدریج کاهش یافت. 
این سنگواره توسط زمین شناسان شرکت نفت انگلیس در مصالح سنگی در منطقه چیاگر، در نزدیکی سلیمانیه در کردستان عراق یافت شد.
محققان برای  تعیین سن این سنگواره، میکروارگانیسمهای موجود در سطح تخته سنگ را بررسی کردند. این پژوهشگران با بررسی ریخت شناسی این ایکتوسور دریافتند که با  گونه جدیدی مواجه هستند. طبق گفته والنتین فیشر از دانشگاه لیژ (بلژیک): این گونه جدید ملوانیا آناکورونوس نامگذاری شده که ترکیبی از واژه کردی "ملوان" به مفهوم شناگر و "آناکرونوس" به معنی بی زمان است.  فریدون بیگلری از موزه ملی ایران برای انتخاب واژه کردی با تیم پژوهشگران همکاری داشت. پس از مشخص شدن سن درست زمین شناسی و بررسی ریخت شناسی ملوانیا، گروه پژوهشگران شجره خانوادگی ایکتوسور را بمنظور بازسازی تاریخ تطوری آنها مورد مطالعه قرار دادند.  برخلاف تصور پیشین که بر کاهش تدریجی در گوناگونی  ایکتوسور ها تا زمان انقراض آنها تاکید داشت، گروه پژوهشگران نشان دادند که ایکتوسورها تا پیش از انقراض از گوناگونی زیادی برخوردار بودند. کشف ملوانیا همچنین نشان می دهد که بخشهای زیادی از تاریخ تطوری خزندگان دریایی ناشناخته مانده و ممکن است بتوان با کشفیات آینده در کردستان عراق که تاکنون شمار اندکی سنگواره خزندگان دریایی در آن یافت شده، اطلاعات بیشتری کسب کرد. 
نام آن از واژه کردی/فارسی ملوان به معنای اصلی شناگر آمده‌است.